# Herencia maldita
Herencia maldita es una telenovela colombiana realizada por RTI Televisión para la Cadena Uno en 1990. Fue escrita por el mexicano Carlos Enrique Taboada y protagonizada por Celmira Luzardo y el actor mexicano Andrés García con la participación antagónica de Amparo Grisales.

## Sinopsis
La telenovela cuenta la historia de Raquel Freyre, una ejecutiva de Isla Concepción que logra el éxito compitiendo en el mundo de los negocios dominado por los hombres. A esas tierras llega un importante empresario colombiano, Gerardo Altamira, con quien Raquel hace negocios. Ellos se enamoran y se radican en Colombia. Él es viudo, con cuatro hijos que en un principio no la aceptan. Todos pertenecen al clan de los Altamira, una familia unida por el odio y la pasión por el dinero.

## Reparto
- Celmira Luzardo
- Andrés García
- Amparo Grisales
- Luly Bossa
- Ana Bolena Mesa
- Nelly Moreno
- Helena Mallarino
- Diego Álvarez
- Marcela Gallego
- Víctor Hugo Ruíz
- Carlos Barbosa Romero
- Lucy Colombia
- Lucero Galindo
- Jairo Camargo
- Cristóbal Errázuriz
- Gabriel González
- Norma Pinzón
- Delfina Guido
- Saskia Loochkartt
- Mario Sastre
- Lucero Cortés
- Gustavo Londoño
- Mariluz Barrera
- Lucy Mendoza
- Fausto Cabrera
- David Guerrero
- Antonio Corrales
- Luis Xavier Posada
- Ana Cristina Botero
- Aldo Barbero